# Teoria austriaca del ciclo economico
La teoria austriaca del ciclo economico (in inglese Austrian business cycle theory) è una teoria economica, forse la più importante della scuola austriaca, che ha trattato il fenomeno dei cicli economici. Gli economisti austriaci sostengono che le banche centrali siano la causa del cosiddetto ciclo economico, attraverso un costante aumento dell'offerta di moneta (inflazione monetaria) grazie al sistema monetario detto Fiat Currency ovvero la moneta fiduciaria. I risultati di tale politica monetaria sono tassi tenuti artificiosamente bassi, e di conseguenza un boom caratterizzato da una maggiore richiesta di investimenti che in una situazione normale non sarebbero stati richiesti, e quindi una collocazione deficitaria e falsificata di tali investimenti. La correzione di tale situazione, chiamata generalmente recessione, diventa quindi necessaria per una ricollocazione ottimale delle risorse.

## Origini
La teoria austriaca del ciclo incorpora elementi del pensiero di Carl Menger e di Eugen von Böhm-Bawerk:
- secondo il principio di imputazione di Menger, i beni destinati a soddisfare immediatamente i bisogni umani sono beni del 1º ordine ed il loro valore deriva dalla loro utilità marginale; i beni utilizzati nella produzione dei primi, detti di ordine superiore, sono invece valutati sulla base dell'utilità che può essere "imputata", cioè calcolata, sulla base dell'utilità dei beni di ordine inferiore che concorrono a produrre; secondo Böhm-Bawerk, inoltre, nel risalire sempre più in alto nella scala dei beni si arriva a due soli fattori produttivi originari, la terra ed il lavoro, in quanto il capitale non è altro che un allungamento del periodo medio di produzione;
- nella sua teoria del periodo medio di produzione, Böhm-Bawerk distingue tra metodi produttivi diretti, dai quali si ottiene immediatamente il bene finale, e metodi produttivi indiretti, nei quali si usano mezzi di produzione, quindi beni di ordine superiore, a loro volta prodotti; il ricorso a metodi indiretti allunga il periodo medio di produzione, in quanto intervengono diversi beni intermedi prima di poter arrivare ai beni finali, ma si ottiene comunque una maggiore produttività.

La teoria è stata ispirata anche da economisti non austriaci; in particolare:
- Knut Wicksell aveva descritto l'effetto sui prezzi di una differenza tra il tasso d'interesse naturale (il saggio di profitto) ed il tasso d'interesse monetario; un tasso monetario inferiore a quello naturale rende conveniente l'accesso al credito e si ha un aumento di prezzi che potrebbe durare indefinitamente se le banche prima o poi non alzassero i tassi; suggeriva quindi di abbassare il tasso monetario in caso di prezzi calanti, di alzarlo in caso di prezzi crescenti, al fine di mitigare le oscillazioni dei cicli economici;[1]
- Mikhail Ivanovich Tugan-Baranovsky e Arthur Spiethoff avevano individuato le cause dei cicli economici nella crescita sproporzionata del settore dei mezzi di produzione, a scapito di quello dei beni di consumo, per effetto di un eccesso di credito bancario.[2]

In una prima fase, sia Ludwig von Mises (The Theory of Money and Credit, 1912) che Friedrich Hayek (Monetary Theory and the Trade Cycle, 1929) si concentrarono sugli aspetti monetari. In particolare, Hayek riprendeva l'analisi di Wicksell, ritenendo sempre possibile un livello del tasso monetario inferiore rispetto al tasso naturale a causa di nuove invenzioni o scoperte, dell'apertura di altri mercati, di una riduzione dei salari per effetto dell'immigrazione ecc., ovvero di qualsiasi situazione potesse generare un miglioramento nelle aspettative di profitto.
Riteneva che, in teoria, si sarebbe dovuta mantenere costante l'offerta di moneta imponendo alle banche di non concedere prestiti se non nella misura della loro raccolta in moneta; considerando tuttavia praticamente irrealizzabile una tale soluzione, raccomandava che le banche fossero caute nel concedere credito e che si diffondessero sempre più la comprensione della natura dei cicli economici e la consapevolezza delle loro fasi.

## Prezzi e produzione
In Prices and Production (1931), Hayek immagina la transizione tra due situazioni, entrambe di equilibrio (quindi con piena utilizzazione delle risorse disponibili) ma con una maggiore intensità di capitale nella seconda, formulando due ipotesi: la transizione avviene per un aumento del risparmio, oppure per un aumento dell'offerta di moneta.
La figura seguente (simile alle figure 2, 3 e 4 del testo) illustra la situazione iniziale e le transizioni secondo le diverse ipotesi. Si segue Böhm-Bawerk distinguendo tra fattori originari (terra e lavoro), mezzi di produzione (rettangoli grigi) e beni di consumo finali (rettangoli bianchi); le frecce verticali, inoltre, rappresentano le diverse linee produttive: in ogni situazione, a sinistra si hanno i processi produttivi più indiretti, quindi più lunghi, poi via via quelli meno indiretti. I rettangoli grigi più in alto indicano i mezzi di produzione forniti dagli stadi più alti (meno vicini ai beni di consumo finali) dei processi produttivi, quelli subito sopra i rettangoli bianchi indicano quelli forniti dagli stadi più bassi. I numeri indicano valori, non quantità; indicano quindi la quantità di moneta assorbita da ogni stadio.
Nella situazione iniziale si ha una produzione beni di consumo per 40 unità di moneta ed una di mezzi di produzione per 80 unità.

Situazione iniziale di equilibrio (a sinistra), effetto di un aumento del risparmio (al centro), effetto di un aumento dell'offerta di moneta (a destra). NB: I numeri indicano valori, non quantità.

Nel caso di un aumento del risparmio, quindi di una scelta da parte dei consumatori di consumare meno, si ha una diminuzione del rapporto tra la domanda di beni di consumo e quella di mezzi di produzione. Aumenta quindi la produzione dei mezzi di produzione e si ha un generale allungamento dei periodi di produzione, in quanto stadi alti che prima potevano risultare non convenienti lo diventano e vengono quindi realizzati (ad esempio, le imprese possono scegliere di acquistare da altre imprese parti che prima producevano da sé). In tale processo, diminuiscono i prezzi dei beni di consumo, diminuiscono un po' meno quelli dei mezzi di produzione impiegati negli stadi più bassi, aumentano i prezzi dei mezzi di produzione impiegati negli stadi più alti.
Il processo è analogo a quello che si avrebbe se fosse diminuito il tasso d'interesse monetario, in quanto il valore dei mezzi di produzione è inversamente proporzionale sia alla lunghezza del periodo di produzione, sia al tasso d'interesse: diminuisce se si allunga il periodo di produzione, ma aumenta se il tasso d'interesse diminuisce.
Si arriva tuttavia ad un nuovo equilibrio (al centro nella figura) che è permanente, in quanto coloro che hanno scelto di consumare meno, quando la transizione si è completata godono di un maggior reddito reale (i prezzi sono diminuiti) e quindi non hanno alcun motivo di aumentare la proporzione del reddito monetario spesa in consumi. Rimane quindi inalterato quel rapporto tra la domanda di beni di consumo e quella di mezzi di produzione che si era stabilito a seguito della decisione di consumare meno.
Il caso dell'aumento dell'offerta di moneta viene esaminato da Hayek in due fasi: aumento mediante crediti ai produttori e aumento mediante crediti ai consumatori. Ipotizza in primo luogo che si abbia un aumento del credito ai produttori. Inizialmente si ha lo stesso effetto di prima: un aumento della domanda di mezzi di produzione ed un allungamento dei periodi di produzione (a destra nella figura). Tuttavia la domanda di beni di consumo resta ora invariata, mentre l'offerta diminuisce a vantaggio di quella di mezzi di produzione; aumentano così non solo i prezzi dei mezzi di produzione, ma anche quelli dei beni di consumo. Succede inoltre che, dopo qualche tempo, parte della moneta originata dal credito si traduce in un aumento dei salari e in una conseguente maggiore domanda di beni di consumo. Inizialmente le banche continuano a far credito agli imprenditori, anche dopo l'aumento dei prezzi dei beni finali e grazie ad esso, ma l'espansione del credito e l'aumento dei prezzi devono prima o poi aver termine. Si ha a questo punto un ridimensionamento della domanda di mezzi di produzione, seguito da un ritorno ad una situazione analoga a quella iniziale (non si arriva ad un nuovo equilibrio).
Hayek presenta il processo che segue alla fine dell'espansione creditizia come equivalente a quello che si verificherebbe se l'aumento dell'offerta di moneta avvenisse mediante credito ai consumatori. In entrambi i casi, si ha un aumento del rapporto tra la domanda di beni di consumo e quella di mezzi di produzione. Ne seguono aumento dei prezzi dei beni di consumo e aumento via via minore, fino alla diminuzione, dei prezzi dei mezzi di produzione utilizzati negli stadi più alti. Cadono in particolare i prezzi dei mezzi di produzione che possono essere utilizzati solo in stadi intermedi e si
ha la cessazione della loro produzione; in generale, si ha un'eliminazione degli stadi più alti. Sorgono nuove attività produttive con meno capitale, ma esse possono assorbire solo gradualmente i mezzi di produzione (in particolare i lavoratori) non più utilizzati negli stadi alti. Si ha quindi una crisi che riporta alla situazione iniziale.
Quanto ai rimedi, Hayek considera ancora la possibilità di un'offerta di moneta costante, ma ne riafferma le difficoltà, tanto più che occorrerebbe ridurre il credito in modo da contrastare il diffondersi di mezzi di pagamento non bancari o un aumento della velocità di circolazione della moneta. Si limita quindi ad una raccomandazione «negativa»: il semplice fatto di un aumento della produzione non giustifica un'espansione del credito, le banche non devono temere di danneggiare la produzione con un'eccessiva cautela.

### Critiche
Si impone immediatamente un confronto tra la teoria di Hayek e quella di Schumpeter. Nella sua teoria dello sviluppo, Schumpeter delinea un'analoga competizione tra imprese che crescono grazie al credito e imprese costrette a ridimensionarsi. Ciò tuttavia accade nell'ambito di produzioni che soddisfano bisogni analoghi (le ferrovie sostituiscono le diligenze) e durante la depressione si ha la scomparsa dei mezzi produttivi e dei beni di consumo vecchi, non di quelli nuovi; vengono distrutte linee produttive vecchie, non gli stadi alti di tutte le linee produttive. Hayek sembra invece talmente vincolato all'idea di una situazione iniziale di equilibrio con pieno utilizzo delle risorse, che non riesce ad immaginare un aumento simultaneo della produzione sia di mezzi di produzione che di beni di consumo, ma solo uno spostamento dall'una all'altra, un aumento dell'una a detrimento dell'altra. Probabilmente ciò accade perché, come nota Mark Blaug, nella teoria del periodo medio di produzione di Böhm-Bawerk si ignora del tutto il progresso tecnico e si assume quindi che un aumento della produttività possa avvenire solo allungando il periodo di produzione, cioè aumentando il rapporto capitale/prodotto.
Si tratta di un punto cruciale: se, dopo l'espansione creditizia, si avesse anche un aumento della domanda e dell'offerta di beni di consumo, non si avrebbe alcuno squilibrio; se invece non si avesse un aumento della domanda, la situazione resterebbe analoga a quella che si avrebbe dopo un aumento del risparmio, quindi anche in questo caso senza squilibrio.
John Hicks ha osservato che deve aversi immediatamente un aumento della domanda di beni di consumo, in quanto l'aumento della domanda di mezzi di produzione è anche aumento della domanda di lavoro; si deve quindi avere subito, nell'ambito dell'aumento dei prezzi dei mezzi di produzione, anche un aumento dei salari e quindi della domanda dei beni di consumo; così, come la domanda di mezzi di produzione ne stimola la produzione, quella di beni di consumo stimola immediatamente la produzione anche di essi. Non si ha quindi uno squilibrio causato da una produzione di mezzi di produzione che cresce inizialmente troppo rispetto a quella di beni di consumo. D'altra parte, se non vi fosse un aumento dei salari, i produttori realizzerebbero extra-profitti e sarebbero loro a stimolare la produzione di beni di consumo. La posizione di Hayek risulta così «completamente incomprensibile. Il consumo derivato dai salari viene escluso per un motivo; il consumo derivato dai profitti viene escluso per un altro».
Piero Sraffa ha invece osservato che, volendo restare più aderenti alle tesi di Hayek, volendo quindi ammettere che non si ha un aumento immediato dei salari, questo non può aversi nemmeno in un secondo momento. Secondo Hayek, infatti, si ha una iniziale stabilità della domanda dei beni di consumo (in caso contrario, non si avrebbe un aumento relativo della domanda dei mezzi di produzione, né lo squilibrio) e l'aumento interviene successivamente, quando la maggior quantità di moneta creata dalle banche viene finalmente distribuita ai fattori originari della produzione; tuttavia, afferma, ciò avviene solo per la parte non assorbita dagli stadi addizionali (i rettangoli grigi della figura, che aumentano a 4 a 6).
«Esattamente», replica Sraffa. «Mi si permetta di ricordargli che egli ha assunto nel suo libro che il capitale verrà accumulato proporzionalmente alla quantità di moneta emessa nella forma di prestiti ai produttori; che il numero di stadi produttivi aumenterà proporzionalmente alla quantità di capitale; che la quantità dei pagamenti da farsi [si intende: da uno stadio al precedente] aumenterà in proporzione al numero degli stadi: ne risulta che la quantità dei pagamenti cresce proporzionalmente alla quantità di moneta e tutta la moneta addizionale è assorbita dal contante necessario per eseguire tali pagamenti». Non vi è quindi moneta disponibile per aumenti salariali, non si arriva ad un momento in cui la domanda di beni di consumo cresce al punto da costringere i produttori a dismettere gli investimenti effettuati nell'allungamento dei processi produttivi.

## Profitti, interesse ed investimento
Nicholas Kaldor formulò un'altra critica, osservando che durante la fase espansiva del ciclo l'intensità di capitale diminuisce invece di aumentare, in quanto nel breve periodo lo stock di capitale rimane costante e la produzione può aumentare solo aumentando l'impiego di lavoro. Inoltre se, come dice Hayek, i prezzi crescono più velocemente dei salari, i salari reali diminuiscono mentre aumenta la produzione di beni di consumo. Le fasi espansive sono quindi destinate a risolversi in recessione non perché l'intensità di capitale aumenta, ma, al contrario, perché diminuisce.
Hayek accettò la critica di Kaldor in Profits, Interest and Investment (1939) e cambiò il proprio punto di vista. In quest'opera sostenne infatti che durante la fase espansiva i prezzi dei beni di consumo ed i profitti aumentano mentre il salario reale diminuisce. Si ha quindi una riduzione dell'intensità di capitale, ovvero una sostituzione di capitale con lavoro (fenomeno che definì "effetto Ricardo"), una minore richiesta di prestiti ed una depressione per le industrie che producono beni capitale.
Kaldor rilevò il cambiamento nella posizione di Hayek (aveva sostenuto prima che l'intensità di capitale aumenta durante l'espansione, poi che diminuisce); obiettò, tuttavia, che la diminuzione degli investimenti non può mai essere causata da un aumento dei profitti, ma piuttosto da un aumento del tasso di interesse; questo, però, può verificarsi solo se l'investimento aumenta. Kaldor inoltre mostrò che i dati statistici relativi al periodo 1929-1941 indicavano una netta correlazione tra profitti, investimenti e produttività, al punto da far ritenere preferibile la posizione originaria di Hayek; peraltro, aggiunse, le innovazioni (quel progresso tecnico che Hayek aveva escluso dalla sua analisi) inducono un aumento continuo del capitale e del prodotto per addetto, indipendentemente dai tassi d'interesse e dai margini di profitto, al punto da smorzare notevolmente le oscillazioni che altrimenti potrebbero osservarsi. Hayek non rispose mai a quest'ultima critica.

## Curiosità
Hayek scrisse nel 1941 un libro eminentemente teorico (The Pure Theory of Capital), che avrebbe dovuto essere seguito da un altro testo, The Dynamics of Capital, nel quale intendeva esporre una teoria del ciclo di più ampio respiro, che però non fu mai scritto. Commenta Roger Garrison: «Per quanto ammiriamo gli scritti di filosofia politica di Hayek, possiamo comunque lamentare che "il Sig. Fluttuazioni" non abbia proseguito fino in fondo nei suoi sforzi di fornire un'esauriente alternativa all'emergente ortodossia keynesiana».
Lo stesso Garrison riporta un passo della biografia di Hayek scritta da Alan Ebenstein, tratto da un'intervista a Milton Friedman: «Sono un fervente ammiratore di Hayek, ma non per la sua teoria economica. Credo che Prices and Production contenga molti errori. Credo che il suo libro sulla teoria del capitale sia illeggibile. D'altra parte, The Road to Serfdom è uno dei grandi libri del nostro tempo».